# Emirato di Abd el-Kader
Il Emirato di Abd el-Kader, o più raramente Stato kaderiano, fu un regno indipendente formatosi nella parte centrale ed occidentale dell'Algeria durante la Conquista francese dell'Algeria. Qualificato dagli storiografi come il primo "stato algerino moderno", si servì in gran parte dell'amministrazione del regime dei dey di Algeri. Venne retto dall'emiro Abd el-Kader (1832 - 1847) e le sue capitali furono in successione Mascara, Tagdemt, la Smala itinerante, e poi Deïra, in Marocco, durante il governo in esilio.
Il 23 dicembre 1847 l'emiro Abd el-Kader si arrese al generale Christophe Louis Léon Juchault de Lamoricière, ponendo così fine all'esistenza del suo dominio che entrò a far parte dell'Algeria francese.

## Amministrazione

### Governo
Il sistema di governo presentava numerose analogie col precedente regime dei dey di Algeri, anche se esso si basò su una dottrina amministrativa maggiormente propendente a basi egualitarie. L'emiro era il capo supremo dello Stato e governava tramite un proprio diwan (consiglio dei ministri). Era assistito da un majlis, un consiglio consultivo composto da sei collaboratori tra cui spiccavano saggi prescelti dall'emiro, oulemas ed i califfi rappresentanti delle province, e presieduto da un qâdî al qudât. L'Algeria sottoposta all'emiro era suddivisa in otto califfati a loro volta divisi in aghalik che raggruppavano più caïdati. Questo sistema articolato permetteva ad Adb el-Kader di mantenere la propria influenza locale e sui diversi capi tribù . 

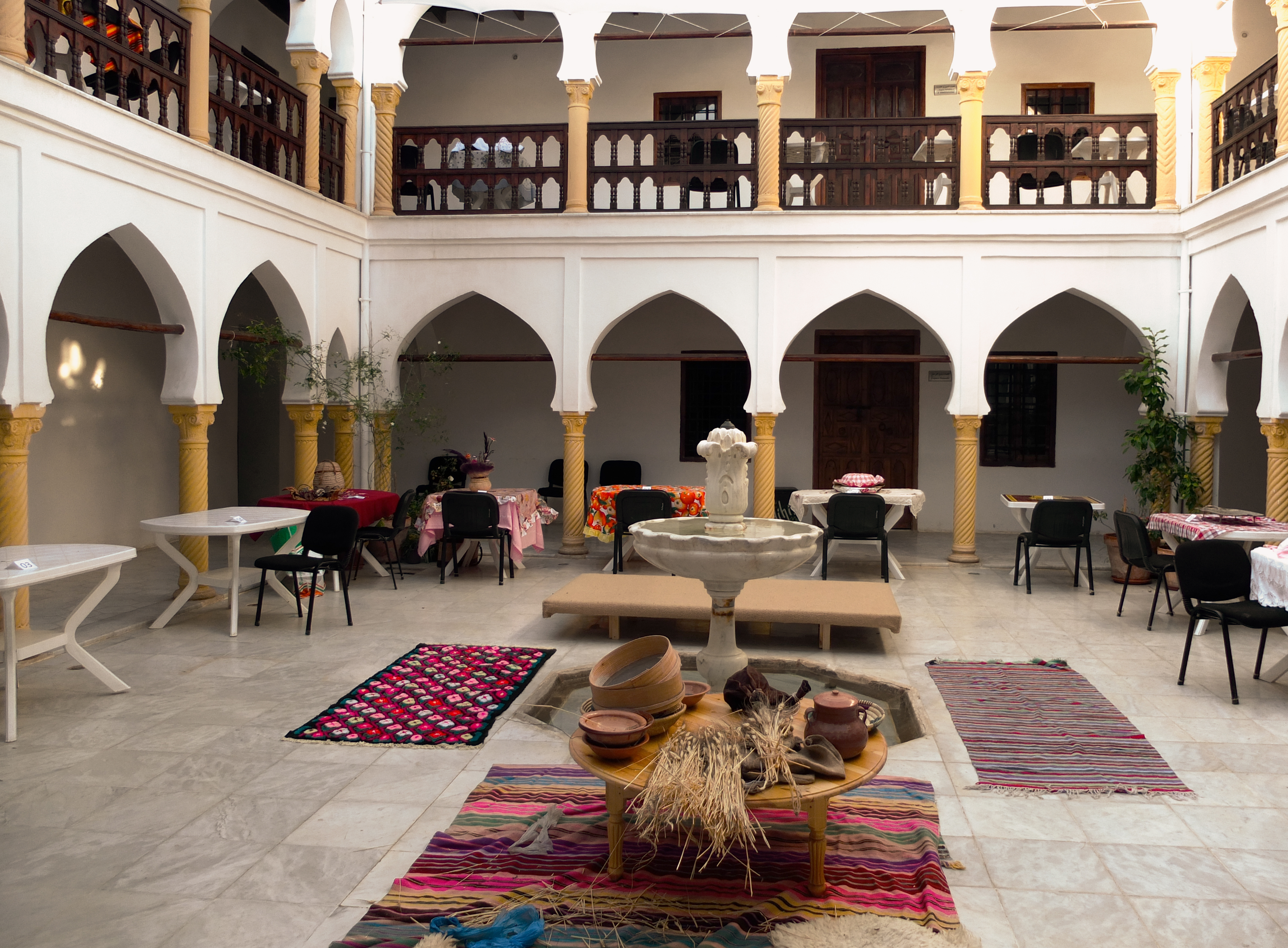
Il palazzo dell'emiro Abd el Kader a Médéa

### Le istituzioni
Abd el-Kader organizzò il suo Stato su tre poli fondamentali che si presentavano nel contempo moderni ed efficaci alla corretta amministrazione dello Stato stesso: la giustizia, l'organizzazione finanziaria, l'insegnamento e l'esercito.
La giustizia era amministrata sulla base dei principi della legge islamica e si serviva del cadi, giudice, notaio e tutore della legge. Il cadi era competente sul giudizio in tutti i campi da quello personale alla proprietà. Il suo mandato era di un anno ed era rinnovabile come pure era revocabile da ciascun califfo per fatti gravi giustificati..
Per le questioni di interesse nazionale (collaborazionismo coi francesi, rivolte, rifiuto dell'unità, rifiuto di pagare i tributi, complotti, ecc.) esisteva la figura specifica del hokm.
L'emiro Abd el-Kader portò un certo interesse per la cultura locale. Nello Stato incoraggiò la crescita di scuole anche nelle aree rurali dove si insegnava il Corano, l'aritmetica, la lettura e la scrittura. Questi insegnamenti erano gratuiti ed il più delle volte si tenevano presso le moschee dove pure si insegnava già storia, retorica e teologia. Gli insegnanti venivano pagati regolarmente dallo Stato. Abd el-Kader incoraggiò la conservazione dei manoscritti e dei libri giungendo a radunare una cospicua biblioteca di gran valore.
Sotto l'aspetto finanziario, lo Stato di Abd el-Kader dovette sopportare frequenti spese per il mantenimento dell'esercito e per la sua organizzazione e per questo necessitò di un sistema di tassazione accurato che però risultava così ripartito nelle sue riscossioni:
- l'achour, una decima sui raccolti;
- la zakat, sugli armenti (1% sui montoni, 1/30 sui bovini e 1/40 sui cammelli);
- la ma'ouna o mu'awana[4], una contribuzione in argento decisa dall'emiro in caso di urgenza per il mantenimento dell'esercito, ripartita equamente tra i califfati;

Le imposte venivano raccolte dai caid poi riversate agli agha e poi ai califfi.